# Pere Estrems i Navarra
Pere Estrems i Navarra (Mataró, 11 de desembre de 1932 - 30 de març de 1986) fou un futbolista català de la dècada de 1950 que jugava com a porter.

## Trajectòria
Descobert a la Penya X de Mataró, fou fitxat pel FC Barcelona, jugant al filial blaugrana, l'Espanya Industrial, club on assolí l'ascens a primera divisió el 1952-53, malgrat hi va haver de renunciar per la seva situació de club filial, i el 1955-56.
Defensà els colors del FC Barcelona entre 1956 i 1959 en un total de 35 partits. No va poder disputar més partits pel fet de tenir per davant a Antoni Ramallets, fet que el convertí en un suplent de luxe del club blaugrana. Debutà amb el club el 22 d'agost de 1956 en un partit amistós enfront del Racing de París. Aquest fet el portà a abandonar el club fitxant pel Reial Valladolid on jugà entre 1959 i 1963, i més tard al Llevant UE. Acabà la seva trajectòria al CF Badalona i al CE Mataró.

## Palmarès
- 1 Lliga d'Espanya: 
  - 1958-59[14]
- 2 Copes d'Espanya: 
  - 1956-57, 1958-59
- 1 Copa de Fires:
  - 1955-58